# Iveta Chlebáková
Iveta Chlebáková (...) è una sciatrice alpina slovacca paralimpica, che ha rappresentato il suo paese alle Paralimpiadi invernali a Salt Lake City e Torino, dove ha vinto tre medaglie di bronzo nel 2002 e 2006.

## Carriera
Ai Giochi paralimpici del 2002 a Salt Lake City, nello Utah, nella gara di slalom LW6/8, ha vinto la medaglia di bronzo con un tempo di 1:54.41, dietro alla neozelandese Rachael Battersby (oro in 1:47.37) e alla statunitense Csilla Kristof (medaglia d'argento con 1:48.67).
3º posto anche nella gara di slalom gigante, corsa finita in 2:31.03, di nuovo dietro a Battersby (tempo 2:26.53) e Kristof (tempo 2:27.13).
Quattro anni più tardi, a Torino 2006 si è piazzata nuovamente al 3º posto, questa volta nella gara di discesa libera, ottenendo un tempo di 1:30.43. Prima la francese Solène Jambaqué in 1:28.00 e seconda la tedesca Reinhild Möller in 1:30.00.

## Palmarès

### Paralimpiadi
- 3 medaglie:
  - 3 bronzi (slalom speciale e slalom gigante a Salt Lake City 2002; discesa libera a Torino 2006)